# أندي بويل
أندي بويل (بالإنجليزية: Andy Boyle)‏ (7 مارس 1991 في جمهورية أيرلندا - ) هو لاعب كرة قدم أيرلندي في مركز قلب الدفاع. لعب مع نادي دونكاستر روفرز.

## وصلات خارجية
- أندي بويل على موقع الاتحاد الأوربي (الإنجليزية)
- أندي بويل على موقع قاعدة بيانات كرة القدم.إي يو (الإنجليزية)
- أندي بويل على موقع ناشيونال فوتبول تيمز (الإنجليزية)
- أندي بويل على موقع Soccerway.com (الإنجليزية)
- أندي بويل على موقع عالم كرة القدم.نت (الإنجليزية)
- أندي بويل على موقع AS.com (الإسبانية)